# Слов'янський коледж Державного університету "Київський авіаційний інститут"
Слов'янський коледж Державного університету "Київський авіаційний інститут" — розпочав свою історію 1964 року як Авіаційно-технічне училище. 1991 року, на основі училища було створено коледж. Сьогодні (2020-і) коледж готує фахівців з 19 спеціальностей для багатьох галузей сучасного ринку праці, надає освітні послуги за освітньо-кваліфікаційними рівнями молодшого спеціаліста та бакалавра за денною та заочною формами навчання. Підготовка спеціалістів здійснюється на чотирьох відділеннях, навчально-виховний процес на яких, забезпечує 94 штатних педагогічних працівників, 9 кандидатів наук, 10 викладачів коледжу та інших ВНЗ I–IV рівнів акредитації, які працюють на умовах сумісництва.
Адреса: вулиця Центральна, 27, Слов'янськ, Донецька область, 84100

## Історична довідка
Історія заснування та розвитку коледжу починається з 1964 року, коли на базі Слов'янського механічного технікуму було створено авіаційне технічне училище для підготовки техніків з обслуговування сільськогосподарської авіації. Розпорядженням Голови Ради Міністрів Української РСР № 295-р від 16.05.1964 р. будівлі, споруди, обладнання, за винятком спеціальних лабораторій механічного технікуму, були передані Головному Управлінню Цивільного Повітряного Флоту Ради Міністрів СРСР.
Училище було відкрито, як навчальний заклад з підготовки авіаційних кадрів, для використання їх із сільськогосподарською метою: хімічний обробіток землі, посівів, гасіння пожеж.
Училище швидко розвивалося, розбудовувалося, з'являлися нові спеціальності (обслуговування літаків та двигунів, технічне обслуговування електро-приладного обладнання, засобів механізації, автоматизації в аеропортах, електрообладнання аеропортів). Слов'янське авіаційне технічне училище на той час було єдиним навчальним закладом, яке готувало фахівців за 4 спеціальностями.
Наказом Міністра цивільної авіації СРСР № 18 від 29.01.91р. на виконання розпорядження Ради Міністрів СРСР від 1.03.90р. № 306 та Наказу Держкомітету СРСР по народній освіті № 293 від 29.04.90р. з метою підготовки авіаційних спеціалістів підвищеного рівня кваліфікації для обслуговування нової авіаційної техніки на базі авіаційного технічного училища ЦА було створено коледж.
До 1991 року училище було підпорядковане Міністерству цивільної авіації СРСР, з 1991 року — Мінвузу України, а після його реорганізації — Міністерству освіти і науки України.
 В ті часи мало назву — Слов'янське авіаційно-технічне училище.
З 2003 року коледж, як структурний підрозділ, входить до складу Національного авіаційного університету (Наказ НАУ від 06.08.2002 р.).
Наказом МОНУ від 19.04.2007р. № 314 припинена діяльність Слов'янського колежу НАУ, як юридичної особи та його підпорядковано НАУ. Зараз коледж зареєстрований у Солом'янській районній Раді м. Києва (з 16.12.2008 р.) як відокремлений структурний підрозділ Національного авіаційного університету та має назву «Відокремлений структурній підрозділ Національного авіаційного університету Слов'янський коледж Національного авіаційного університету».

## Структурний підрозділ

### Структура коледжу
Структурними підрозділами коледжу є 4 відділення.

Відділення «Авіаційна техніка», до складу якого входять 3 циклові комісії:
 — Циклова комісія «Фундаментальні дисципліни»;
 — Циклова комісія «Конструкція і технічне обслуговування повітряних суден і авіадвигунів»;
 — Циклова комісія «Пілотажно-навігаційні і електрифіковані комплекси».

Відділення «Автомобільна техніка, технології та електросвітло технічне забезпечення польотів аеропортів», до складу якого входять 3 циклові комісії:
 — Циклова комісія «Електросвітло-технічне забезпечення польотів»;
 — Циклова комісія «Автомобілі та автомобільне господарство»;
 — Циклова комісія «Технології та технологічне обладнання аеропортів».

Відділення «Електронно-обчислювальна техніка і програмування», до складу якого входять 4 циклові комісії:
 — Циклова комісія «Радіоелектронні апарати»;
 — Циклова комісія «Автоматизація комп'ютерно-інтегрованих технологій»;
 — Циклова комісія «Основи автоматики і обчислювальна техніка»;
 — Циклова комісія «Інформатика і програмування».

Відділення економічних спеціальностей, до складу якого входять 3 циклові комісії:
 — Циклова комісія «Бухгалтерський облік»;
 — Циклова комісія «Комерційна діяльність»;
 — Циклова комісія «Соціально-гуманітарні дисципліни».

## Напрями підготовки структурного підрозділу
Молодший спеціаліст:
- Комерційна діяльність
- Бухгалтерський облік
- Обслуговування комп'ютерних систем і мереж
- Розробка програмного забезпечення
- Монтаж, обслуговування засобів і систем автоматизації технологічного виробництва
- Монтаж і обслуговування електрообладнання аеропортів
- Конструювання, виробництво та технічне обслуговування виробів електронної техніки
- Обслуговування пілотажно-навігаційних комплексів
- Експлуатація авіаційних електрифікованих комплексів
- Технічне обслуговування повітряних суден і двигунів
- Технічне обслуговування засобів механізації і автоматизації в аеропортах
- Обслуговування та ремонт автомобілів і двигунів[4]

Бакалавр:
- 6.030504 Економіка підприємства
- 6.030507 Маркетинг
- 6.030509 Облік і аудит
- 6.070106 Автомобільний транспорт[5]

### Професійно-викладацький склад коледжу
Навчальний процес у коледжі здійснюють 126 педагогічних працівників з яких 81 — штатних викладачів, серед них:
- спеціалістів — 5,
- другої категорії — 17,
- першої категорії — 28,
- вищої категорії — 31,
- старших викладачів — 4,
- викладачів-методистів — 6,
- кандидатів наук — 6.

Також до навчального процесу залучено 2 кандидатів наук, які працюють за сумісництвом.

Якісний склад викладачів загалом відповідає сучасним вимогам. Викладачі коледжу в установлений термін проходять атестацію, згідно з Положенням про атестацію педагогічних працівників. Крім того, викладачі коледжу підвищують свою кваліфікацію на курсах підвищення кваліфікації при Донецькому обласному інституті післядипломної освіти, в Українській інженерно — педагогічній академії та в інших вищих закладах освіти. Власний професійний рівень викладачі коледжу підвищують під час проходження стажування на кафедрах ДВНЗ Донбаський державний педагогічний університет, Донбаської державної машинобудівної академії та на провідних підприємствах міста. Підсумки підвищення кваліфікації розглядаються на засіданнях циклових комісій, семінарах педагогічної майстерності, педагогічних радах.